# Tanda (Serbia)
Tanda (cyr. Танда) – wieś w Serbii, w okręgu borskim, w mieście Bor. W 2011 roku liczyła 319 mieszkańców.